# سیارک ۹۰۷

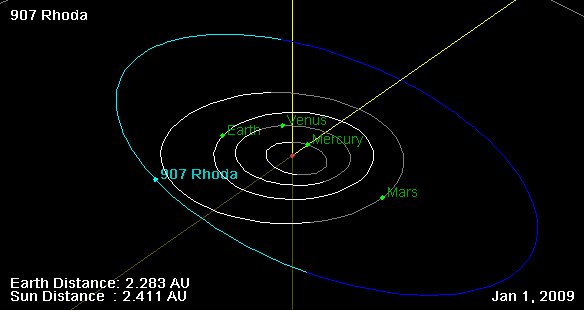
نمایی از محل قرارگیری سیارک ۹۰۷ در مدار – ۲۰۰۹

سیارک ۹۰۷ (به انگلیسی: 907 Rhoda، نامگذاری:1918EU) نهصد و هفتمین سیارک کشف شده‌است که در ۱۲ نوامبر ۱۹۱۸ و در هایدلبرگ کشف شد.
قدر مطلق سیارک برابر ۹٫۷۶ است.